# Fabien de Sans Nicolas
Fabien de Sans Nicolas, né le 6 juillet 1977 à Saint-Martin-d'Hères, est l'ancien président du mouvement des Jeunes Populaires (mouvement de jeunesse de l'Union pour un mouvement populaire).

## Biographie
Natif de Grenoble, Fabien de Sans-Nicolas a passé l'ensemble de sa jeunesse en Isère. Il arrête ses études à dix-sept ans et s'engage dans l'armée. Après cinq années passées au sein de cette dernière, et à la suite d'un accident qui l'a obligé à renoncer au terrain pour des tâches administratives, il la quitte en 1999 pour reprendre ses études à l'Université. Il y passe un certificat de capacité en droit, une licence en droit, puis entre à l'IEP de Paris.
À l'époque proche d'Alain Carignon, ses premières responsabilités politiques seront à la tête de la fédération des Jeunes Populaires de l'Isère en 2003. Il est alors responsable départemental jeunes (RDJ). Il entre un an plus tard au bureau national des Jeunes populaires, alors présidé par Marie Guevenoux.
En septembre 2005, en désaccord politique avec Nicolas Sarkozy et Brice Hortefeux, Marie Guevenoux, ancienne assistante parlementaire d'Alain Madelin, est incitée à quitter le poste de présidente des Jeunes populaires. Sarkozyste de la première heure, Fabien de Sans Nicolas a le soutien du président de l'UMP pour accéder à la présidence des Jeunes Populaires. Il est élu à l'unanimité par le bureau national sortant, comme le prévoyaient les statuts des Jeunes populaires.
En juin 2006, il propose une réforme du règlement intérieur des Jeunes populaires, pour aller vers plus de participation des adhérents. Elle est adoptée très largement à près de 87 % des suffrages exprimés. La participation s'élève à près de 80 % des militants.
Seul à se présenter, fin août 2006 et peu avant les universités d'été de l'UMP à Marseille, il est réélu à la tête des Jeunes populaires, par l'ensemble du Conseil national cette fois, à 89 % des voix avec une participation de 60 % pour une durée de 2 ans.
Candidat de l'UMP dans la 9e circonscription de l'Isère pour les législatives de juin 2007, il ne réussit pas à battre le député socialiste sortant et président du Conseil général André Vallini. Fabien de Sans Nicolas l'avait déjà affronté lors des cantonales de 2004 dans le canton de Tullins.
Le 4 novembre 2007, il est désigné comme tête de liste UMP par la commission nationale d'investiture de l'UMP à la mairie de Grenoble pour affronter Michel Destot lor des municipales de 2008. En ballotage extrêmement délicat à l'issue du premier tour, sa liste est battue au second tour, le 16 mars 2008, en n'obtenant que 29,5 % des suffrages, un score bas pour la droite grenobloise.
En septembre 2008, il est nommé secrétaire national chargé de l'animation de l'UMP.
Lors des élections régionales de 2010, il est élu conseiller régional en Rhône-Alpes où il figurait en Isère à la cinquième position sur la liste Aujourd'hui et demain, ensemble pour Rhône-Alpes.
En février 2013, dans le cadre de la direction « partagée » entre Jean-François Copé et François Fillon, il devient, comme onze autres personnalités, secrétaire général adjoint de l’UMP, en plus du tenant du poste, Marc-Philippe Daubresse.
Il figure sur la liste de Matthieu Chamussy pour les élections municipales de 2014 à Grenoble ; il est réélu conseiller municipal, toujours dans l'opposition.
En mars 2016, il est nommé secrétaire national des Républicains, chargé de la formation des cadres.
Il est gérant associé du cabinet de conseil K-strategis, public affairs and business development en Île-de-France.

## Détail des fonctions et des mandats
- 21 mars 2008 30 mars 2014 : conseiller municipal de Grenoble,
- 21 mars 2010 13 décembre 2015 : conseiller régional de Rhône-Alpes
- 3 février 2013-15 juin 2014 : secrétaire général adjoint de l’UMP